# Захват гостиницы «Савой»
Захват гостиницы «Савой» — террористический акт, совершённый на территории Израиля в ночь с 4 на 5 марта 1975 года боевиками палестинской организации ФАТХ. При захвате заложников в гостинице и последующей операции по их освобождению погибли восемь гражданских лиц, а также семь из восьми боевиков и трое израильских солдат.

## Подготовка акции

### Цели акции
Теракт в Тель-Авиве был организован как «акция возмездия» за гибель трёх лидеров Организации освобождения Палестины (ООП) в рейде АОИ в Бейруте в 1973 году. Операция и отряд, посланный для её проведения, получили название в честь одного из убитых, Юсефа Абу-Наджара.
Подготовку операции и формирование отряда возглавлял лично Абу Джихад, командир военного крыла ООП. Предполагалось, что боевики захватят молодёжный клуб и высотное здание «Бейт ха-Опера», расположенные недалеко от берега, взяв как можно больше заложников, и затем выдвинут требования об освобождении ряда заключённых (по одним данным, двадцати, по другим, десяти, включая православного архиепископа, арестованного за контрабандный провоз оружия) из израильских тюрем. Если заключённые будут освобождены, боевики вместе с заложниками должны были эвакуироваться на частном авиатранспорте в Дамаск.
Если требования не будут выполнены в течение четырёх часов, члены отряда должны были уничтожить заложников и покончить с собой. Если захватить две основных цели не удастся, боевики должны были захватить жилые дома, а по пути к цели убить как можно больше израильтян. В случае поимки боевики должны были рассказать, что прибыли из Египта, чтобы ответный удар был нанесён не по Ливану, а по Египту, и тем самым сорвал ведущиеся между двумя государствами мирные переговоры. Израильский генерал Шай Авиталь, подробно рассматривавший обстоятельства рейда в своей работе 1985 года, склоняется к мысли, что участников рейда не собирались эвакуировать в любом случае, а сознательно приносили в жертву с целью представить палестинцев стремящимися к мирному решению, а Израиль неготовым к компромиссу.

### Члены отряда
К рейду готовились десять боевиков, прошедших подготовку в Сирии и Ливане, но в итоге в отряд были включены только восемь из них. Самому старшему, Хадеру Мухаммеду, было 28 лет, младшему — 19 лет. В обеих группах было равное представительство выходцев из сектора Газы и с Западного берега, одну группу возглавлял выходец из Газы Хадер Мухаммед, вторую — уроженец Рамаллы Ахмед Хамид. Некоторые из них были детьми беженцев. Большинство членов отряда не имели законченного школьного образования, трое вообще не посещали школу; некоторые с детства имели проблемы с законом. У троих из членов отряда уже был опыт рейдов на территорию Израиля. Ни у одного из членов отряда на тот момент не было родственников, убитых израильтянами (брат одного из них погиб впоследствии в 1982 году).

## Захват гостиницы
3 марта боевики вышли в море на египетском грузовом судне «Фахри эд-Дин» из Сарафенда (близ Тира). В море выяснилось, что у одной из резиновых лодок, на которых намечалось совершить высадку, испорчен мотор, и командир отряда принял решение, что обе группы высадятся на одной лодке.

Высадка террористов на пляже и захват гостиницы

Восемь боевиков, вооружённых автоматами Калашникова, пистолетами, ручными гранатами и несущих с собой ящики с тротилом, высадились с лодки на тель-авивском пляже в 11 часов вечера 4 марта 1975 года. Открыв стрельбу из личного оружия, они двинулись вглубь города, но скоро потеряли ориентацию. После этого они ворвались в небольшую гостиницу «Савой» на улице Геула, соединяющей бульвар Герберта Самуэля и улицу ха-Яркон. При захвате гостиницы террористы убили трёх человек. Ещё троим удалось выбежать на улицу, а двоим — спрятаться, но остальной персонал и постояльцы были взяты в заложники. Когда боевики с заложниками попытались выбраться из гостиницы, чтобы продолжить рейд, им помешал прибежавший на звуки стрельбы солдат Моше Дойчман, вступивший с ними в перестрелку. К четырём часам утра комната, где были собраны заложники, была заминирована.

## Переговоры и штурм гостиницы спецназом
Когда гостиница была окружена израильскими частями, террористы использовали одну из заложниц, Кохаву Леви, как посредника, так как она знала арабский. Они передали с ней свои требования и назначили десятичасовой срок для их выполнения. В процессе переговоров был также отпущен один раненый заложник.

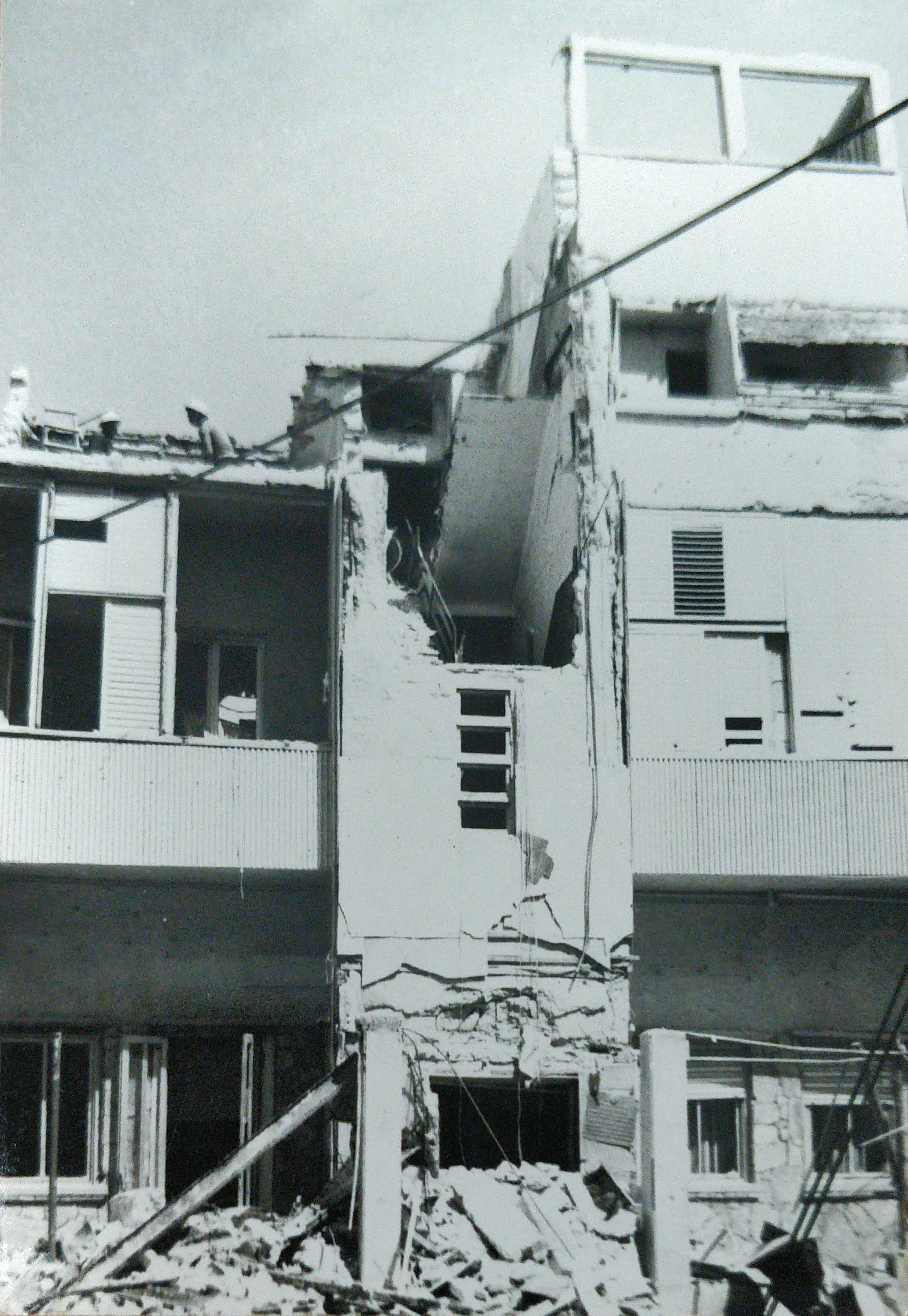
Отель «Савой» после теракта

В 4 часа 20 минут ночи 5 марта отряд израильского спецназа взял гостиницу штурмом. Погибли семь из восьми террористов, один, Муса Гума, был захвачен живым через несколько часов после штурма, когда его нашли прячущимся среди развалин гостиницы. Погибли также в общей сложности восемь гражданских лиц (трое при захвате гостиницы и ещё пятеро заложников, взорванных в момент штурма одним из боевиков в заминированной комнате), и двое спецназовцев, в том числе бывший командир спецназа Генерального штаба Узи Яири, также принимавший участие в штурме добровольцем. Моше Дойчман, вступивший в перестрелку с боевиками накануне вечером, умер от полученных ран. Были освобождены пять заложников. Большинство погибших гражданских лиц были иностранцами, среди них граждане Германии, Франции, Швейцарии и Эфиопии.

## Дальнейшие события
Корабль, доставивший террористов к побережью Израиля, был обнаружен и задержан кораблями береговой обороны уже после штурма гостиницы. На корабле находился один из командиров ФАТХ, руководивший операцией.
Теракт в Тель-Авиве был проведён буквально за несколько часов до визита госсекретаря США Генри Киссинджера на Ближний Восток с посреднической миссией на мирных переговорах между Израилем и Египтом. Визит Киссинджера состоялся, и в конечном итоге через несколько лет Израиль и Египет заключили мирный договор.